# Volví a nacer
«Volví a nacer» es una canción tropipop del cantante colombiano Carlos Vives. Es el primer sencillo de su álbum de estudio Corazón profundo (2012). Fue lanzado a la radio el 24 de septiembre de 2012. El remix oficial cuenta con 2 versiones, la primera fue junto al artista de reguetón J Álvarez, y la segunda junto al también cantante de reguetón Maluma para la telenovela Despertar contigo (2016).

## Desempeño de las listas
"Volvi a Nacer" debutó la cima de la lista Billboard Hot Latin Songs trazar fechado en la semana del 4 de octubre de 2012, debido a la fuerte difusión radial. Convertirse en su quinto número uno canción de Vives y su primer número uno de debut. Carlos Vives se une a Juanes, Enrique Iglesias, Juan Gabriel, Maná, Ricky Martin, Romeo Santos, Marco Antonio Solís, Los Temerarios y Gloria Estefan en el grupo de artistas que han debutado en la parte superior de la tabla. En Colombia la canción debutó en el número 3, y en México en el número 2, mientras que en Venezuela, en el número 14, en Colombia y México la próxima semana alcanzó el gráfico, en Colombia durante nueve semanas consecutivas en la cima.

## Uso en los medios
«Volví a nacer» fue utilizado como tema principal en la teleserie chilena  Solamente Julia de TVN, protagonizada por los destacados actores Susana Hidalgo, Felipe Braun e Ignacia Baeza, así mismo fue utilizada dentro de la banda sonora de la telenovela mexicana A que no me dejas de Televisa. Su segundo remix (a dúo con Maluma) es utilizado de tema principal de la telenovela mexicana Despertar contigo también de Televisa, protagonizada por Ela Velden y Daniel Arenas.

## Lista de canciones
- Digital download[2]

1. "Volví a Nacer" - 3:41
2. "Volví a Nacer (Balada)" - 4:30

- Volví a Nacer (Remixes) - EP[3]

1. "Volví a Nacer" - 3:41
2. "Volví a Nacer (Cumbia Version)" - 3:36
3. "Volví a Nacer (Vallenato Version)" - 3:36
4. "Volví a Nacer (feat. J Álvarez)" - 3:24
5. "Volví a Nacer (feat. Maluma)" - 3:49

## Posicionamiento en listas
| Listas (2012)                      | Mejor posición |
| ---------------------------------- | -------------- |
| Colombia (National-Report)         | 1              |
| Honduras (Honduras Top 50)         | 37             |
| México (Billboard Mexican Airplay) | 29             |
| México (Monitor Latino)            | 1              |
| Spain (PROMUSICAE)                 | 28             |
| Estados Unidos (Hot Latin Songs)   | 1              |
| Estados Unidos (Latin Pop Airplay) | 1              |
| Estados Unidos (Tropical Airplay)  | 1              |
| Venezuela (Record Report)          | 1              |

## Música y letra
"Volví a nacer" fue escrita por Carlos Vives y coproducida por él y Andrés Castro. La canción está dedicada a su esposa, la Miss Colombia Claudia Elena Vásquez, e inspirada por varias de sus experiencias personales. Carlos Vives describe la canción como una mezcla de balada y vallenato. Además de la grabación original, se grabaron versiones en vallenato y cumbia, así como una mezclar por el cantante de reguetón J Álvarez. En la edición deluxe del álbum se incluyó posteriormente una versión en balada.

## Valoración de los críticos
En su crítica del álbum, David Jeffries de Almusica dijo que "Volví a Nacer" "lanza el álbum de una forma cálida y familiar" y lo llama un "hit obvio"".
En la edición de 2013 de los premios colombianos Nuestra Tierra "Volví a nacer" ganó el premio a la mejor canción del año y a la mejor canción tropical del año, a la vez que Carlos Vives ganó el premio al mejor artista del año y al mejor artista tropical del año
En los 14º premios Grammy, la canción recibió dos premios como Canción del año y Mejor canción tropical del año y una candidatura para Disco del año. Se reconoció como una de las mejores canciones tropicales del año en los 21 premios de música latina ASCAP.  "Volví a Nacer" fue candidata a la Mejor canción tropical del año 2014 y se reconoció como a de las mejores canciones latinas de 2013 en los premios latinos BMI.

## Video musical
El video musical de "Volví a nacer" fue grabado en Tlacotalpan, Veracruz el 30 de septiembre de 2012. Fue dirigido por Carlos Pérez de Elastic People y emitido por primera vez el 5 de noviembre de 2012. En él aparecen Carlos Vives y los actores mexicanos Leticia Fabián y Rubén Zamora como los actores principales. El video recibió el premio Nuestra Tierra por el mejor video del año.

### Sinopsis
El video empieza con Carlos Vives despertándose y viendo a dos mujeres en la cama con él. Recuerda haber sido seducido por ellas mientras bebía la noche anterior. Al reflexionar sobre el tipo de vida que está llevando, recoge sus cosas y abandona el lugar. Se le ve manejando un auto hasta que se queda sin combustible, lo que le obliga a continuar a pie hasta que llega a un pueblo.
Mientras tanto, en otra casa, una mujer (interpretada por Fabián) se despierta recordando los hechos de su marido maltratador (interpretado por Zamora). A continuación se la ve entrar a una Iglesia a rezar a la Virgen María.
Posteriormente, se ve a Carlos Vives con dos hombres tomando en un bar y entonces ve a la mujer por la que, inmediatamente, se siente atraído. Tras ello, él y los otros dos hombres están pescando en un barco cuando Vives ve de nuevo a la mujer. Empieza a tener ensoñaciones de él y la mujer lo que le produce una gran intranquilidad en su habitación. Esa noche, la mujer encuentra a su marido con otra mujer en un auto. Al descubrir esto, ella deja la casa. Al mismo tiempo, en el pueblo hay un festival en el que Vives está participando y bailando. El video concluye con él y la mujer mirándose uno a otro una vez y decidiendo irse juntos.